# Bernard Pusey
Bernard Pusey, né le 11 février 1931 à Tadworth (Surrey, Royaume-Uni), est un coureur cycliste britannique. Professionnel durant les années 1950, il a notamment remporté une édition du Tour d'Irlande.

## Palmarès
- 1952
  - Blanford Road Race
- 1953
  - West Heath Road Race
  - 2e du championnat de Grande-Bretagne sur route[1]
- 1954
  - Tour d'Irlande :
    - Classement général
    - 1re étape

  -  3e de la course en ligne aux Jeux du Commonwealth[2]
- 1955
  - 3e du Grand Prix Catox[3]
- 1958
  - 2e de Roubaix-Cassel-Roubaix
- 1959
  - 3e étape de la Milk Race
  - Grand Prix of Preston

## Résultats sur les grands tours

### Tour de France
1 participation
- 1955 : hors délais (2e étape)